# Jordy Anglés
Jordy Anglés (* 10. November 1992 in Gap, Frankreich) ist ein ehemaliger spanisch-französischer Eishockeyspieler, der zuletzt beim Massilia Hockey Club in der französischen Division II, der dritthöchsten Spielklasse des Landes, unter Vertrag stand.

## Karriere
Jordy Anglés begann seine Karriere als Eishockeyspieler beim Gap Hockey Club aus seiner französischen Geburtsstadt Gap, für den er nach Einsätzen in den verschiedenen Nachwuchsmannschaften in der Spielzeit 2009/10 in der Ligue Magnus debütierte. Nach einem Jahr in der Schweiz, wo er in der U20 des Genève-Servette HC spielte, wechselte er 2011 nach Spanien und spielte dort je ein Jahr für den CH Jaca und den CH Gasteiz in der Superliga. Mit beiden Klubs konnte er jeweils den spanischen Meistertitel erringen. 2013 kehrte er in sein Geburtsland Frankreich zurück und schloss sich der Association des Sports de Glisse d’Angers an, mit der er 2014 französischer Pokalsieger wurde. Da er dort aber ebenso wenig, wie beim Ligue-Magnus-Konkurrenten Étoile Noire de Strasbourg, für den er im Folgejahr spielte, über den Status eines Ergänzungsspielers herauskam, schloss er sich 2015 dem Massilia Hockey Club aus der drittklassigen Division 2 an, wo er 2018 seine Karriere beendete.

### International
Für Spanien nahm der spanisch-französische Doppelstaatler Anglés erstmals an der Weltmeisterschaft 2015 in der Division II teil. Zudem vertrat er die Iberer bei der Olympiaqualifikation für die Winterspiele 2018 in Pyeongchang.

## Erfolge
- 2012 Spanischer Meister mit dem CH Jaca
- 2013 Spanischer Meister mit dem CH Gasteiz
- 2014 Französischer Pokalsieger mit der Association des Sports de Glisse d’Angers

## Ligue-Magnus-Statistik
(Stand: Ende der Saison 2014/15)